# Maladonna
Maladonna è un film del 1984 diretto da Bruno Gaburro.

## Trama
Nei primi anni del Novecento, Maria, bella e insoddisfatta moglie del ricco proprietario terriero Osvaldo, non riesce neppure a consolarsi con l'amante Alessio, incallito giocatore (come del resto è lei). Nel frattempo il banchiere Tesser, che intende accaparrarsi con ogni mezzo le terre di Osvaldo, fa in modo che la giovane Claudia s'intrufoli nella vita dei due, d'accordo con Alessio, per carpire denaro col gioco d'azzardo. Osvaldo s'innamora di Claudia, e Maria, a sua volta, progetta di fuggire con Alessio, cui ha affidato i gioielli di casa. Situazioni drammatiche portano alla morte la sventurata Maria proprio per mano di Alessio; ora nella villa vivono Osvaldo e Claudia, liberi d'amarsi.